# 3890-es busz
A 3890-es jelzésű autóbuszvonal egy, az Olaszliszka-Tolcsva vasútállomás és Olaszliszka között húzódó helyközi vonal, amelyet a Volánbusz Zrt. üzemeltet.

## Útvonala
Az Olaszliszka-Tolcsva vasútállomásról indul. A Vámosújfaluban található állomást nyugati irányban hagyja el, Bodrogkeresztúr felé. A 37-es főúttal párhuzamosan futó 3801-es mellékúton halad, de csak 3 kilométert, Olaszliszka községben végállomásozik is a Kossuth utca 117. megállójánál.
Ellentétes irányban útvonala változatlan.

## Közlekedése
Indításszáma alacsony, vonalán egy távolsági autóbuszvonal (1449) és több helyközi autóbuszvonal (3868, 3881, 3885) közlekedik. Mindössze kiegészítő járatként van fenntartva, Olaszliszkán a fordák vagy egyből fordulnak, vagy keveset várakoznak visszaindulásukra. A vámosújfalui állomáson vasúti csatlakozás biztosított Szerencs/Miskolc/Budapest és Sátoraljaújhely felé és felől.
| Viszonylat                                             | Indításszám     | Közlekedési rend |
| ------------------------------------------------------ | --------------- | ---------------- |
| Olaszliszka-Tolcsva vá. – Olaszliszka, Kossuth u. 117. | 4 oda, 6 vissza | munkanapokon     |
| Olaszliszka-Tolcsva vá. – Olaszliszka, Kossuth u. 117. | 4 pár           | hétvégén         |

## Megállóhelyei
| 0 | Olaszliszka-Tolcsva vasútállomás végállomás | 0.0 km | 1449 3868, 3881, 3884, 3885, 3891 Füzér InterCity, Zemplén InterCity, személyvonat – Olaszliszka-Tolcsva [80.] |
| 1 | Vámosújfalu, Kossuth utca 93.               | 0.7 km | 1449 3868, 3881, 3885                                                                                          |
| 2 | Olaszliszka, felső                          | 1.3 km | 1449 3868, 3881, 3885                                                                                          |
| 3 | Olaszliszka, községháza                     | 1.9 km | 1449 3868, 3881, 3885                                                                                          |
| 4 | Olaszliszka, vegyesbolt                     | 2.7 km | 1449 3868, 3881, 3885                                                                                          |
| 5 | Olaszliszka, Kossuth utca 119. végállomás   | 3.0 km | 1449 3868, 3881, 3885                                                                                          |